# Quim Gutiérrez
Quim Gutiérrez, all'anagrafe Joaquim Gutiérrez Ylla (Barcellona, 27 marzo 1981), è un attore spagnolo.

## Biografia
Dal 1992 ha lavorato in diverse serie della televisione pubblica catalana, tra i quali Poblenou e El Cor de la Ciutat.
Nel 2007 ha vinto il Premio Goya per il miglior attore nel film Azuloscurocasinegro di Daniel Sánchez Arévalo.
Ha lavorato per il teatro, per il cinema e per la televisione.

### Vita privata
Suo padre è un professore di fisiologia presso l'Università di Barcellona.

## Teatro
- Romeo e Giulietta (2003)
- Amleto (2008)

## Filmografia

### Cinema
- Abran las puertas, regia di Enric Miró (1996) - cortometraggio
- La caída de la casa Usher, regia di Toni López Robles (2004) - cortometraggio
- Sin ti, regia di Raimon Masllorens (2006)
- Azuloscurocasinegro, regia di Daniel Sánchez Arévalo (2006)
- Traumalogía, regia di Daniel Sánchez Arévalo (2007) - cortometraggio
- Sangre de mayo, regia di José Luis Garci (2008)
- Una hora más en Canarias, regia di David Serrano (2010)
- (Uno de los) primos, regia di Daniel Sánchez Arévalo (2010) - cortometraggio
- Pues vale, regia di David Serrano (2010) - cortometraggio
- Primos, regia di Daniel Sánchez Arévalo (2011)
- La verità nascosta (La cara oculta), regia di Andrés Baiz (2011)
- Todo es silencio, regia di José Luis Cuerda (2012)
- The Last Days (Los últimos días), regia di David Pastor e Àlex Pastor (2013)
- Tres bodas de más, regia di Javier Ruiz Caldera (2013)
- La gran familia española, regia di Daniel Sánchez Arévalo (2013)
- Quién mató a Bambi?, regia di Santi Amodeo (2013)
- Les yeux jaunes des crocodiles, regia di Cécile Telerman (2014)
- Sexo fácil, películas tristes, regia di Alejo Flah (2014)
- Vale, regia di Alejandro Amenábar (2015) - cortometraggio
- Anacleto: agente segreto, regia di Javier Ruiz Caldera (2015)
- Wùlu, regia di Daouda Coulibaly (2016)
- Un beso de película, regia di Daniel Sánchez Arévalo (2017) - cortometraggio
- La niebla y la doncella, regia di Andrés M. Koppel (2017)
- Abracadabra, regia di Pablo Berger (2017)
- Brigi, regia di Daniel Sánchez Arévalo (2018) - cortometraggio
- Litus., regia di Dani de la Orden (2019)
- Ventajas de viajar en tren, regia di Aritz Moreno (2019)
- Ti amo, imbecille (Te quiero, imbécil), regia di Laura Mañá (2020)
- Hormigueddon, regia di Pablo Motos e Jorge Salvador (2020) - cortometraggio
- Chasing Wonders, regia di Paul Meins (2020)
- Jungle Cruise, regia di Jaume Collet-Serra (2021)
- La doppia vita di Madeleine Collins (Madeleine Collins), regia di Antoine Barraud (2021)
- Un anno, una notte (Un año, una noche), regia di Isaki Lacuesta (2022)
- Un amore di mamma (Amor de madre), regia di Paco Caballero (2022)
- Historias para no contar, regia di Cesc Gay (2022)
- L'île rouge, regia di Robin Campillo (2023)

### Televisione
- Poble Nou – serie TV, 193 episodi (1994)
- Rosa – serie TV, 27 episodi (1995-1996)
- Rosa, punt i a part – miniserie TV,  episodi 1x1-1x4 (1996)
- Rosa, la lluita – serie TV,  episodi 1x1-1x2 (1996)
- El show de la Diana – serie TV,  episodi 1x4 (1997)
- Virginia, la monaca di Monza – miniserie TV (2004)
- Majoria absoluta – serie TV,  episodi 4x11 (2004)
- El cor de la ciutat – serie TV, 66 episodi (2000-2005)
- Genesis (Génesis, en la mente del asesino) – serie TV, 22 episodi (2006-2007)
- El precio de la libertad – serie TV,  episodi 1x1-1x2 (2011)
- Web Therapy – serie TV, 6 episodi (2016)
- El padre de Caín – serie TV,  episodi 1x1-1x2 (2016)
- El accidente – serie TV, 13 episodi (2017-2018)
- Il vicino (El vecino) – serie TV, 18 episodi (2019-2021)
- In fiamme (El cuerpo en llamas) – miniserie TV (2023)
- Mentiras pasajeras – miniserie TV (2023)

## Doppiatori italiani
Nelle versione in Italiano delle opere in cui ha recitato, Quim Gutiérrez è stato doppiato da:
- Gianluca Cortesi in Ti amo imbecille, Un amore di mamma
- Stefano Crescentini in La doppia vita di Madeleine Collins, In fiamme
- Lorenzo Scattorin in La verità nascosta
- Alessio Puccio in Abracadabra
- Riccardo Scarafoni in Genesis
- Gabriele Sabatini in Un anno, una notte